# Rafael Dudamel
Rafael Edgar Dudamel Ochoa (San Felipe, 7 gennaio 1973) è un allenatore di calcio ed ex calciatore venezuelano, di ruolo portiere, tecnico dell'Deportivo Pereira.

## Carriera

### Club
Dudamel inizia la carriera professionistica nell'Universidad de Los Andes; viene presto notato dai colombiani dell'Atlético Huila che gli offrono un contratto nel 1994. La carriera di questo portiere è connotata dai molti club di appartenenza (ben 14 in 19 anni) e da un'attività realizzativa piuttosto regolare, dovuta alla discreta capacità di tiratore di punizioni e rigori.

### Nazionale
Dudamel ha disputato 56 partite nella nazionale di calcio venezuelana segnando 1 gol (contro l'Argentina) e subendone 116. Ne diventa allenatore nel 2016 dopo le dimissioni di Noel Sanvicente. Guida la Vinotinto alla Copa América Centenario in USA, arrivando ai quarti.

## Palmarès

### Giocatore

#### Competizioni nazionali
- Campionato colombiano: 1

Deportivo Cali: 2018

#### Competizioni internazionali
- Coppa Merconorte: 1

Millonarios: 2001

### Allenatore

#### Competizioni nazionali
- Campionato colombiano: 2

Deportivo Cali: 2021-II
Atlético Bucaramanga: 2024-I